# Mitchell Langerak
Mitchell Langerak (n. 22 august 1988, Emerald⁠(d), Queensland, Australia) este un fotbalist australian.
Între 2013 și 2017, Langerak a jucat 8 de meciuri pentru echipa națională a Australiei. Langerak a jucat pentru naționala Australiei la Campionatul Mondial din 2014.

## Statistici
| Australia | Australia | Australia |
| An        | Meciuri   | Goluri    |
| --------- | --------- | --------- |
| 2013      | 2         | 0         |
| 2014      | 3         | 0         |
| 2015      | 1         | 0         |
| 2016      | 0         | 0         |
| 2017      | 2         | 0         |
| Total     | 8         | 0         |